# Liceu Coração de Jesus
O Liceu Coração de Jesus é uma instituição de ensino salesiana, localizada no bairro dos Campos Elíseos, na região central da grande cidade de São Paulo, que tem como grande missão preparar e formar alunos católicos para a sociedade.
Fundado por São João Bosco em 1885, o Liceu Coração de Jesus -— como é tradicionalmente chamado — já contou, ao longo de seus mais de cento e trinta (130) anos, com educação noturna, cursos técnicos e cursos superiores. Atualmente, ainda sob administração da Congregação dos Salesianos, o Liceu Coração de Jesus oferece também, em sua grade, cursos da Educação Infantil ao Ensino Médio, e ainda Educação para Jovens e Adultos (EJA).

## História
Fundado em mil oitocentos e oitenta e cinco (1885) por São João Bosco — ou "Dom Bosco", como é mais conhecido —, com o auxílio de Dona Isabel, princesa imperial do Brasil, o Liceu Coração de Jesus, à época Liceu de Artes, Ofícios e Comércio, foi criado para atender à doutrina Salesiana, que visava ao aprimoramento dos jovens de baixa renda, promovendo a educação, o esporte e, principalmente, a religião.
Inicialmente, o Liceu teve como primeiros alunos os filhos de escravos libertos e de imigrantes italianos, oferecendo ensino gratuito em oficinas profissionalizantes de sapataria e alfaiataria. Posteriormente, inaugurou o internato, acolhendo os filhos de cafeicultores.
A Revolta Paulista de 1924, conhecida como "Revolução Esquecida", assim como a Revolução Constitucionalista, trouxe transtornos para o colégio, que sofreu com tiros e balas de canhões durante o bombardeio ao Palácio dos Campos Elísios, que ocorreu no dia cinco de julho desse mesmo ano. Por muitos anos, encontravam-se em seu entorno postes públicos com marcas de balas, e é possível encontrar algumas marcas nos portões do Santuário Sagrado Coração de Jesus. Em julho de 1924, balas de canhão caíram na tipografia do Liceu e feriram o braço de um aluno. O diretor do colégio na época, Padre Luiz Marcigaglia, fez a promessa de construir uma igreja dedicada a Santa Teresinha caso nenhum aluno viesse a óbito ou tivesse lesões graves. Como o pedido foi atendido, em 1926, os salesianos construíram a igreja Santa Teresinha em agradecimento e posteriormente o Colégio Salesiano Santa Teresinha.
O Liceu Coração de Jesus foi a primeira instituição de ensino paulistana a oferecer um curso de ensino médio noturno. Instituiu cursos técnicos e cursos superiores. Apenas em meados dos anos 1970 é que o Liceu deixou de ser uma instituição exclusivamente masculina.
O Liceu já chegou a contar com três mil alunos. Diferentemente de outras tradicionais escolas paulistanas, como o Colégio Visconde de Porto Seguro, o Colégio Pio XI ou a Escola Normal Caetano de Campos, o Liceu não se retirou da região em que foi fundado.

## Estrutura pedagógica

### Sistema de ensino
Quando foi inaugurado, o Liceu era um colégio de ensino profissionalizante e exclusivo para meninos, além de funcionar também como um internato. O exterior do edifício permanece inalterado, mas o sistema de ensino sofreu alterações ao longo do tempo. Atualmente, o colégio não oferece cursos profissionalizantes e as meninas são aceitas nas salas de aula, mas o Liceu mantém na proposta educativa os três princípios originais instituídos por Dom Bosco: a razão, que é apresentada como a dimensão das relações lógicas, a qual aborda uma compreensão do mundo no geral; a religião, vista como a dimensão transcendental, que busca o sentido da vida a partir da concepção de Deus; e, por último, o carinho, o qual se encaixa na dimensão afetiva, que refere-se à alegria e ao amor existente para os outros e para a vida.

### Esporte
No âmbito esportivo, o Liceu promoveu, por diversos anos, a tradicional "Maratona de São Paulo", cujo percurso ia da Praça da República até o pátio interno do colégio. A instituição promovia também as chamadas "Olimpíadas Escolares", um torneio esportivo interclasses que durava quinze dias. Outro fato hoje pouco conhecido é o time de futebol amador formado por alunos do Liceu, que chegou a ganhar diversos campeonatos. Além disso, nas atividades extracurriculares estão a capoeira e o judô, modalidades que participam do Festival de Lutas da mesma forma, sediado e organizado pelo colégio.

### Música
A escola também teve importante contribuição na área artística. Fundou um grupo de coral chamado Canarinhos, que por muitos anos fez apresentações e gravações. Outro importante ícone do Liceu era sua banda marcial, cuja fanfarra, composta por mais de 50 integrantes, cruzava as ruas do bairro em dias festivos.

### Cultura e religião
Para promover excursões e outras experiências extracurriculares com seus alunos, o Liceu adquiriu, em 1919, uma chácara no alto de Sant'Ana. Lá, em 1924, é construído um Oratório Festivo. Três anos mais tarde, os salesianos inauguraram nessa chácara a Igreja Votiva de Santa Teresinha, como agradecimento à proteção da Santa, já que nenhum aluno se feriu durante os bombardeios de 1924.
No campo cultural, a escola ainda mantém a "Maratona Cultural" e a "Maratona de Matemática", além de aulas de robótica para crianças e adolescentes.

## Arquitetura

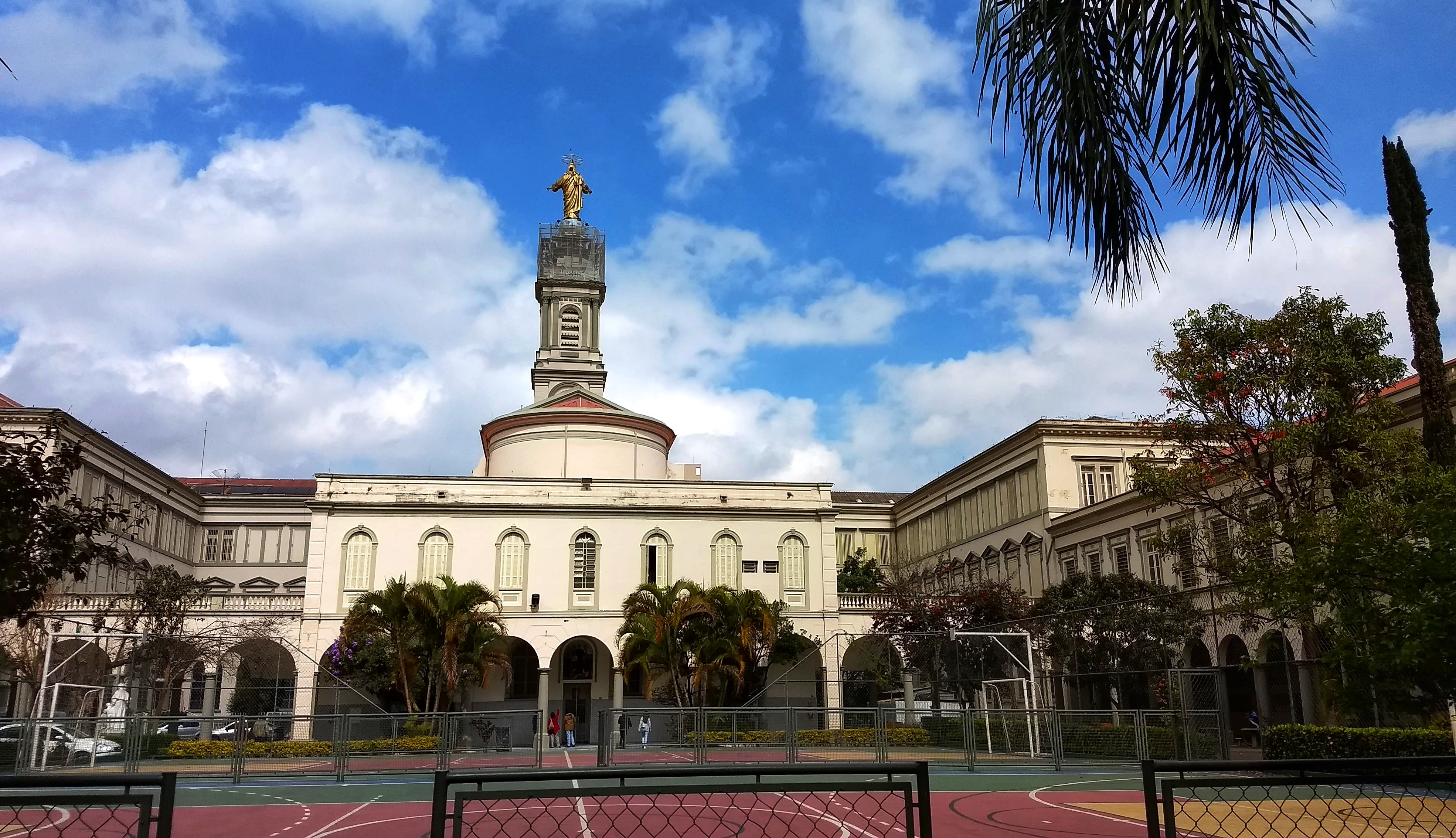
Aspectos da arquitetura externa em 2019.

O conjunto de edifícios do Liceu Coração de Jesus, incluindo sua igreja, é tombado pelo patrimônio histórico. Por isso, sua fachada sofreu pouquíssimas modificações ao longo dos anos. Além do colégio e do Santuário, o complexo arquitetônico conta também com teatro e pátio esportivo.
O Santuário, que foi construído no estilo renascentista, tem forma de basílica e a mesma planta retangular de sua construção original. O interior, contudo, já sofreu diversas modificações, incluindo a construção de um patamar a mais em seus edifícios. O pátio interno também já apresentou diferentes configurações.

## Igreja
Sendo um colégio católico, a Igreja do Sagrado Coração de Jesus (São Paulo) é parte importante do Liceu Coração de Jesus, não sendo isso um óbice, todavia, para o ingresso de alunos dos mais diversos credos.
A torre da igreja se caracteriza pela imagem de Jesus Cristo com os braços abertos. Acima da abóbada de entrada, encontra-se a imagem de uma cegonha ferindo o próprio peito para alimentar seus filhotes com suas vísceras—tradicional símbolo do sacrifício dos pais por sua prole.
Internamente, o conjunto conta com uma pequena capela, onde se encontram as imagens de Maria, São José e de Cristo crucificado.
Como pertence à Congregação dos Salesianos, o Liceu é devotado a Nossa Senhora Auxiliadora, para além de São João Bosco e de São Domingos Sávio—havendo imagens deles espalhadas pela escola.

## Alunos famosos
- Antero Greco
- Aúthos Pagano
- Carvalho Pinto[12]
- Fernando de Sousa Costa[12]
- Franco Montoro
- Fulvio Stefanini
- Grande Otelo[12]
- Jânio Quadros
- José Carlos Pace
- Juninho Bill
- Laudo Natel
- Mário Travaglini
- Noite Ilustrada
- Osny Silva
- Rodolfo Mayer[12]
- Roberto Tibiriçá
- Sérgio Cardoso[12]
- Toquinho[12]
- Vicente Feola
- Viola
- Zeferino Vaz
- Napoleão Mendes de Almeida

## Níveis de ensino
Atualmente, o Liceu Coração de Jesus apresenta cursos voltados à formação de crianças e jovens separados nos seguintes tipos:
- Educação Infantil
- Ensino Fundamental
- Ensino Fundamental II
- Ensino Médio
- Educação de jovens e adultos (EJA)